# Mary Mohler
Mary Elizabeth Mohler (Middlesex, 17 settembre 1984) è una nuotatrice statunitense.

## Carriera
Specialista del dorso, della farfalla e delle staffette, può vantare diverse medaglie a livello mondiale sia in vasca lunga che in vasca corta.
È stata altresì detentrice mondiale del record sui 200m farfalla.

## Palmarès
- Mondiali

Fukuoka 2001: argento nella 4x100m misti.
Barcellona 2003: argento nella 4x100m misti.
Montreal 2005: oro nella 4x200m sl, argento nella 4x100m misti, bronzo nella 4x100m sl.
- Mondiali in vasca corta

Shanghai 2006: argento nella 4x100m misti.
Manchester 2008: oro nei 200m farfalla.
- Giochi PanPacifici

Yokohama 2002: argento nei 200m farfalla.
Victoria 2006: bronzo nei 100m farfalla.